# Schloss Brohleck

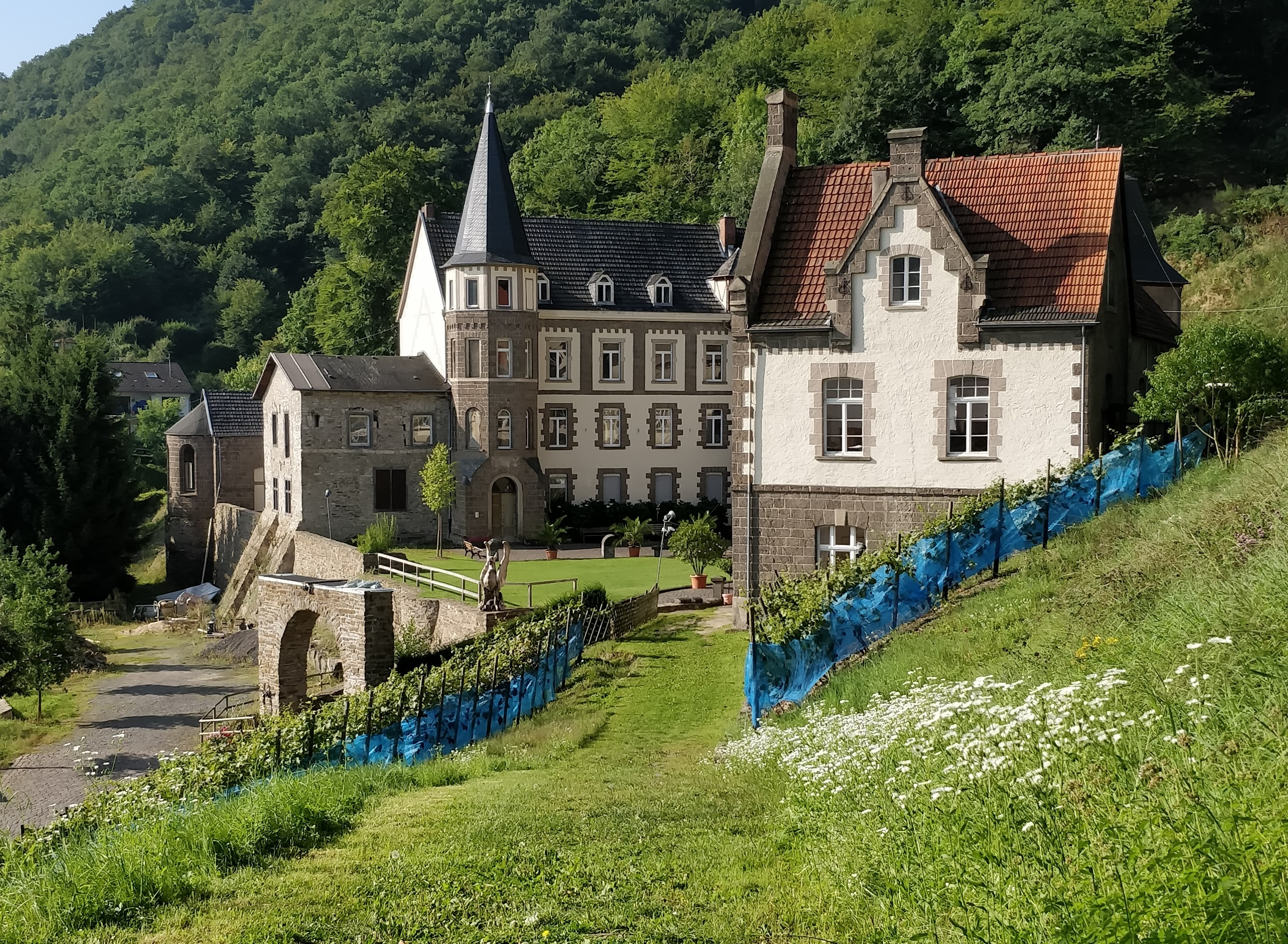
Burg Brohleck

Schloss Brohleck – auch Burg Brohleck oder Augustaburg genannt – ist ein villenartiger Schlossbau am Rhein oberhalb von Brohl-Lützing (Landkreis Ahrweiler) aus dem Jahr 1891.

## Geschichte
1325 trug Johann Burggraf von Rheineck das castrum oder fortalitium Brule (Brohl), das bisher sein Eigenbesitz war, dem Trierer Erzbischof Balduin von Luxemburg zu Lehen auf (Codex Rheno-Mosellanus III, I Nr. 132). 1402 erhielt ein Nachfahre namens Johann Burggraf von Rheineck die Burg als Lehen. Sie blieb bis nach 1428 Lehen der Burggrafen von Rheineck. Dann kam sie an die von Metternich zu Sommersberg, die 1449 als Besitzer der Burg erscheinen. 1664 fiel das vermutliche pfälzische Afterlehen durch Heirat an die von Hees. Deren Erben verkauften sie an Carl Joseph Dinget, Assessor beim kurfürstlichen Gerichtshof in Koblenz. Mitte des 19. Jahrhunderts bewohnten seine Enkel, die Gebrüder Stenzel, Kinder der Tochter aus erster Ehe des Carl Joseph, die Burg. Von Theodor Hochkeppel (seit 1862) kam die Burg an die Geschwister von Schell und von diesen 1888 an J. B. Michiels, der das Burghaus umbaute und vergrößerte. Die Familie Michiels verpachtete das Haus dann als Knabenpensionat.
1938 gehörte die Burg einer Münchner Bank und diente als Reichsführerinnenschule des Reichsarbeitsdienstes (RAD). Im April 1942 wurden hier etwa 100 jüdische Bürger des Kreises Ahrweiler bis zu ihrem Abtransport in die KZs untergebracht.
Ab den 1950er-Jahren wohnten mehrere Brohler Familien in Mietwohnungen in dem Gebäude. Seit den 1970er-Jahren wurde die Burg sich selbst überlassen und nun vom derzeitigen Besitzer renoviert.
Der Ostflügel des Hauses enthält noch wenige Reste der Burganlage. Auf dem Vorplatz lag der Grabstein des Bertram von Metternich (gest. 1639), kurkölnischer Amtmann zu Andernach.